# Rafael Palma

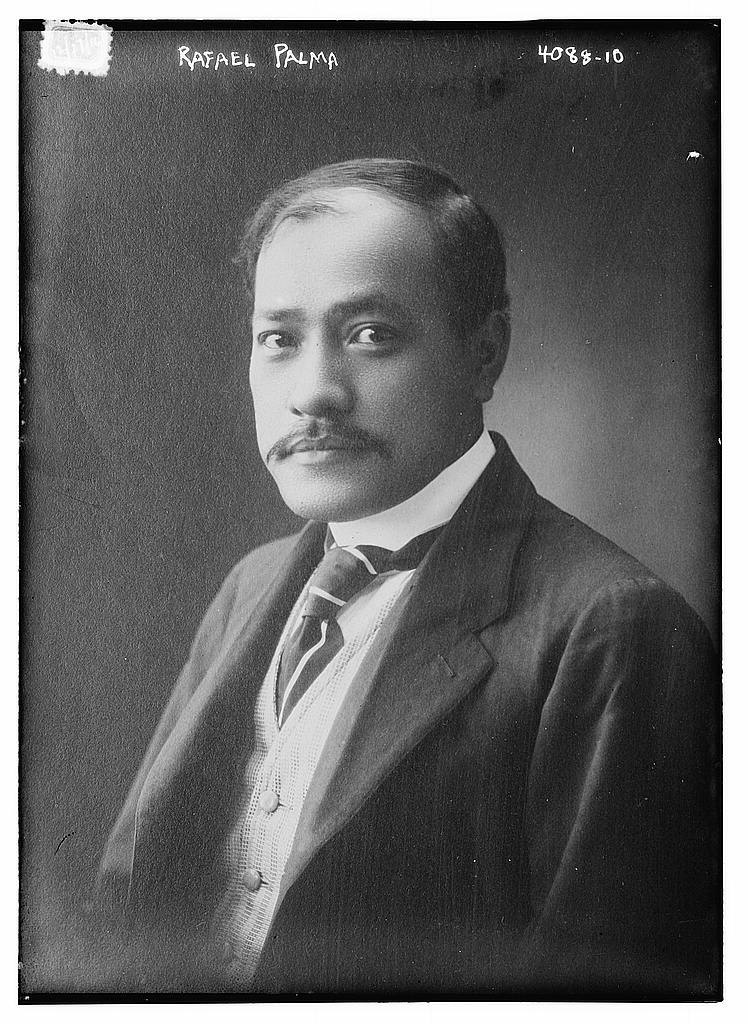
Rafael Palma

Rafael Palma (ur. 24 października 1874, zm. 24 maja 1939) – filipiński pisarz, polityk i dziennikarz.

## Życiorys
Urodził się w manilskiej Tondzie, tam też odebrał podstawową edukację. Absolwent prestiżowego Ateneo w rodzinnym mieście. Podjął następnie studia prawnicze na Universidad de Santo Tomás, jego studencką drogę zakłócił niemniej wybuch rewolucji filipińskiej. Studia ukończył ostatecznie już po rewolucji, w 1901. Zaangażował się w działalność ruchu niepodległościowego, nade wszystko zaś z nacjonalistyczną prasą. Pisywał dla "La independencia", z czasem został jej redaktorem naczelnym. W lutym 1900, wraz z Sergio Osmeñą i Jaime de Veyrą, założył "El Nuevo Día", pierwszy hiszpańskojęzyczny dziennik na Cebu. Rok później stał za narodzinami kolejnego pisma "El renacimiento", w kolejnych latach otwarcie krytycznego wobec amerykańskich władz okupacyjnych.
Wcześnie wszedł do życia politycznego, związany z Partido Union Nacionalista, następnie zaś z jej sukcesorką, Partido Nacionalista. Był członkiem pierwszego filipińskiego zgromadzenia narodowego, drugiej komisji filipińskiej (1909-1916), senatorem (1916-1922) oraz sekretarzem spraw wewnętrznych (1917-1920). Od 1923 do 1933 rektor Uniwersytetu Filipin, następnie zaś (1934) zaangażowany w pracę Konwencji Konstytucyjnej. Mianowany szefem Narodowej Rady Edukacji przez prezydenta Manuela Luisa Quezona, stał na jej czele do śmierci.
Autor szeregu publikacji książkowych, w tym wpływowej biografii José Rizala oraz zbioru artykułów publikowanych wcześniej w prasie Voces de aliento. Na mocy decyzji prezydenta Jose P. Laurela, poprzez rozporządzenie wykonawcze numer 22 (1943) wspomniana wyżej biografia Rizala pióra Palmy została uznana za podręcznik przeznaczony do użytku we wszystkich filipińskich szkołach średnich oraz uniwersytetach.
Podobnie jak wielu współczesnych sobie intelektualistów i polityków filipińskich był wolnomularzem, należał między innymi do loży Bagong Buhay w Cavite. Wielki mistrz Wielkiej Loży Filipin (1920).
Jego młodszy brat José Palma był poetą i pisarzem, autorem obecnego filipińskiego hymnu państwowego.
Poślubił Carolinę Ocampo, córkę Martina Ocampo, wydawcy "El renacimiento". Uhonorowany doktoratem honoris causa Uniwersytetu Filipin (1938). Jego imię noszą ulice w Quezon City oraz w Makati jak również liczne szkoły na całym archipelagu. Upamiętniała go także zaprojektowana przez Cesara Concio Palma Hall wchodząca w skład kampusu Uniwersytetu Filipin.